# Elisabeth Cruciger
Elisabeth Cruciger (también Kreuziger, Creutziger etc.; née von Meseritz) (c. 1500– 2 de mayo de 1535) fue la primera mujer poetisa y escritora de himnos de la reforma protestante. Fue amiga de Martín Lutero.

## Vida
Elisabeth Cruciger nació en una familia noble en Meseritz en Pomerania Central. Cuando aún era una niña entró en la abadía Marienbusch, una casa de la orden de canónigos Premonstratenses en Treptow an der Rega. Tuvo acceso a las ideas de la reforma a través de Johannes Bugenhagen, y se convirtió al luteranismo. En 1522 abandonó la abadía para ir a Wittenberg, donde residió en el hogar de Bugenhagen. Después, en 1524, contrajo matrimonio con el teólogo Caspar Cruciger el viejo, un estudiante y asistente de Lutero. Con él tuvo una hija, Elisabeth Cruciger la joven (que a su vez se casó con el rector Kegel y tras la muerte de este, se casó con el hijo de Lutero, Hans in Eisleben), y un hijo, Caspar Cruciger el joven. Murió en Wittenberg en 1535.

## Obra
Escribió el himno "Herr Christ, der einig Gotts Sohn" para la Epifanía, que se encuentra recogido en el vigente himnario protestante alemán Evangelisches Gesangbuch (EG) N.º 67 (originalmente conocido como Eyn Lobsanck vom Christo, publicado primero en Erfurt en 1524 como parte de Eyn Enchiridion oder Handbüchlein, un himnario protestante temprano).

## Veneración
En 2022 Elisabeth Cruciger fue incluida oficialmente en el calendario litúrgico de la iglesia episcopal con una festividad que se celebra el 3 de mayo.